# Кралици на ужаса
„Кралици на ужаса“ (на английски: Scream Queens) е американски сериал с жанр комедия и ужаси по идея на Райън Мърфи, Брад Фалчък и Иън Бренан и Макс Луудуал, които са и неговите продуценти. Първи сезон на сериалa стартира на 22 септември 2015 г. и се излъчва по Fox. Първият сезон взима място в измисления университет „Уолис“. Където, там едно от сестринствата, Капа Капа Тау, бива преследвано от сериен убиец, който използва училищния костюм на талисмана, Червения дявол, за дегизировка.
През септември 2015 става ясно, че кралицата на писъка Хедър Лангенкамп стои зад специалните ефекти на сериала.
На 15 януари 2016 г., Fox обявява, че сериалът е подновен за втори сезон, който ще започне на 20 септември 2016. Ема Робъртс, Абигейл Бреслин, Били Лорд, Лиа Мишел, Джейми Лий Къртис, Нийси Наш, Глен Пауел и Кики Палмър отново ще се въплътят в героите си от миналия сезон. Втория сезон ще вземе място в болница.
На 15 май 2017 г. телевизионни ръководители от FOX съобщават, че сериалът е спрян.

## Сюжет
Първият сезон се фокусира върху сестринството „Капа Капа Тау“ на университета „Уолис“. То е управлявано от Шанел Оберлин (Ема Робъртс), която е заплашена от декан Мънч (Джейми Лий Къртис). 20-годишна мистерия отново става обект на коментари, след като сериен убиец, Червеният дявол, започва да атакува момичета от сестринството.
След като Кати Мънч напуска университетът тя започва бизнес в сферата на медицината и отваря болница. Тя наема Шанел, Либи, Сейди като медицински студенти след като се откри кой наистина е Червения дявол. Докато разрешават медицински случаи те са нападнати от нов сериен убиец, който се казва Зеления гадняр.

## Герои

### Главни
- Ема Робъртс – Шанел Оберлин (Сезон 1, 2)
- Скайлър Самюълс – Грейс Гарднър (Сезон 1)
- Кики Палмър – Зейдей Уилямс (Сезон 1, 2)
- Лиа Мишел – Естер Гарднър / Шанел №6 (Сезон 1, 2)
- Глен Пауъл – Чад Радуел (Главен – сезон 1, второстепенен – 2)
- Диего Бонета – Пийт Мартинез (Сезон 1)
- Абигейл Бреслин – Либи Путни / Шанел №5 (Сезон 1, 2)
- Насим Педрад – Джиджи Колдуел (Сезон 1)
- Лусиен Лавискаунт – Ърл Грей (Сезон 1)
- Оливър Хъдсън – Уес Гардънър (Сезон 1)
- Били Лорд – Сейди Суенсън / Шанел №3 (Сезон 1, 2)
- Джейми Лий Къртис – декан Кати Мънч (Сезон 1, 2)
- Кърсти Али – сестра Ингрид Ужъсна (Сезон 2)
- Тейлър Лаутнър – д-р Касиди Каскейд (Сезон 2)
- Джеймс Ърл – Чембърлейн Джаксън (Сезон 2)
- Джон Стеймос – д-р Брок Холт (Сезон 2)

#### Второстепенни
- Ариана Гранде – Соня Херфман / Шанел №2 (Сезон 1)
- Ник Джонас – Буун Клемънс (Сезон 1)
- Нийси Наш – специален агент Денис Хемфил (Второстепенен – сезон 1,2)
- Колтън Хейнс – Тайлър (Сезон 2)
- Бриизи Еслин – Дженифър (Сезон 1)
- Джина Хан – Сам (Сезон 1)
- Евън Пейли – Колфийлд Моунт Ермон (Сезон 1)
- Йан Хоуг – Г-жа Бийн (Сезон 1)
- Аурон Роудс – Роджър (Сезон 1)
- Остин Роудс – Доджър (Сезон 1)
- Джим Кльок – детектив Чизолм (Сезон 1)
- Трилби Гловър – Джейн Холис (Сезон 2)
- Сесили Стронг – Катрина Хобарт (Сезон 2)
- Джери О'Конъл – д-р Майк (Сезон 2)
- Анди Ериксън – Маргарита Хъниуел/ Шанел №7 (Сезон 2)
- Лора Бел Бънди – Сестра Томас (Сезон 2)
- Райли МакКенна Уеинстейн – Дария Йансен/ Шанел №8 (Сезон 2)

## „Кралици на ужаса“ в България
Сериалът започва на 11 януари 2016 г. по Fox Life от 22:00, всеки понеделник с повторения в събота от 23:55. Втори сезон започва през януари 2017 г. Дублажът е на Андарта Студио. Ролите се озвучават от артистите Гергана Стоянова, Светлана Смолева, Мина Костова, Камен Асенов и Росен Русев. Дублажът е режисиран от Кирил Бояджиев, докато преводът е на Елена Златева.

## Сезони
Главна статия: Списък с епизоди на Кралици на ужаса
| Сезон | Епизоди | Премиера             | Финал               |
| ----- | ------- | -------------------- | ------------------- |
| 1     | 13      | 22 септември 2015 г. | 8 декември 2015 г.  |
| 2     | 10      | 20 септември 2016 г. | 20 декември 2016 г. |